# Sydvesthimmerlands Provsti
Sydvesthimmerlands Provsti var et provsti i Viborg Stift.  Provstiet lå i Aalestrup Kommune, Møldrup Kommune og Nørager Kommune.
Sydvesthimmerlands Provsti bestod af flg. sogne:
- Binderup Sogn
- Brorstrup Sogn
- Durup Sogn
- Fjelsø Sogn
- Gedsted Sogn
- Grynderup Sogn
- Haverslev Sogn
- Hersom Sogn
- Hvam Sogn
- Hvilsom Sogn
- Klejtrup Sogn
- Kongens Tisted Sogn
- Lynderup Sogn
- Låstrup Sogn
- Ravnkilde Sogn
- Roum Sogn
- Rørbæk Sogn
- Simested Sogn
- Skals Sogn
- Stenild Sogn
- Testrup Sogn
- Ulbjerg Sogn
- Vester Bjerregrav Sogn
- Vester Tostrup Sogn
- Vesterbølle Sogn
- Østerbølle Sogn
- Aalestrup  Sogn